# Chaïdári
Chaïdári är en kommunhuvudort i Grekland.   Den ligger i prefekturen Nomarchía Athínas och regionen Attika, i den sydöstra delen av landet, 6 km nordväst om huvudstaden Aten. Chaïdári ligger 87 meter över havet och antalet invånare är 45 642.
Terrängen runt Chaïdári är kuperad åt nordväst, men åt sydost är den platt. Terrängen runt Chaïdári sluttar söderut. Runt Chaïdári är det mycket tätbefolkat, med 6 472 invånare per kvadratkilometer. Närmaste större samhälle är Aten, 5,6 km sydost om Chaïdári. Runt Chaïdári är det i huvudsak tätbebyggt.